# Rampyari (cràter)
Rampyari és un cràter d'impacte en el planeta Venus de 7,7 km de diàmetre. Porta el nom d'un antropònim hindi, i el seu nom va ser aprovat per la Unió Astronòmica Internacional el 1997.